# Battaglia di Vilcaconga
La battaglia di Vilcaconga fu un conflitto combattuto nel 1533 tra l'impero spagnolo e l'impero Inca, nel corso del tentativo spagnolo di conquista dell'impero Inca.

## Storia
Dopo essere usciti vincitori dalla battaglia di Cajamarca, i circa 180 spagnoli sotto al comando di Francisco Pizarro controllavano buona parte del vasto impero Inca, e ne avevano catturato l'imperatore, Atahualpa. Dopo aver ricevuto un lauto riscatto per il suo rilascio, Pizarro lo fece giustiziare il 26 luglio, non appena il suo esercito si era sciolto attraversando le montagne a sud per riunirsi a Diego de Almagro, che comandava 100 spagnoli. Gli Inca guidati da Quizquiz controllavano ancora Cuzco, principale obbiettivo degli spagnoli, dopo averla conquistata al termine della guerra civile Inca.
Il generale Inca ordinò di fortificare il passo montano di Vilcaconga, dove avrebbero dovuto passare gli spagnoli, e riuscì a tendergli un'imboscata provocandogli pesanti perdite. Dopo un deciso contrattacco, però, gli spagnoli riuscirono a spingere gli Inca verso Cuzco, conquistando la capitale nel novembre 1533.